# Stan Kenton
Stanley Newcomb (Stan) Kenton (Wichita, Kansas, 15 december 1911 – Los Angeles, 25 augustus 1979) was een Amerikaans jazzpianist, bigbandleider en arrangeur.
Kenton groeide op in Colorado en Californië. Als kind leerde hij pianospelen, en als tiener toerde hij al met verschillende bands. In 1941 formeerde hij zijn eigen 14-koppige band, het 'Artistry in Rhythm Orchestra', dat direct de publieke aandacht trok door zijn enorme volume en precisie. Na 1945, met Pete Rugolo als vaste arrangeur, domineerde Kenton de polls. In 1949 trad hij met een nieuw, 20-koppig orkest op in Carnegie Hall met een Concert in Progressive Jazz, naar de toen heersende stroming in de jazz.
Na een korte onderbreking in 1949 om gezondheidsredenen, begon Kenton zijn meest ambitieuze orkest met 43 leden, het Innovations in Modern Music Orchestra, met strijkers, hoorns en een uitgebreide houtblazerssectie. Hiermee ondernam hij twee grote tournees in de Verenigde Staten in 1950 en 1951. De bekendste opname uit deze periode is City of Glass, een compositie van Bob Graettinger. Uiteindelijk bleek dit project financieel niet haalbaar. Hierna volgden een aantal conventionelere orkesten, waarmee hij een reeks platen opnam en een aantal buitenlandse tournees deed.
Kenton begon in 1959 aan de eerste van zijn beroemde University Jazz Clinics aan de universiteiten van Indiana en Michigan. Er volgden Grammy Awards voor zijn albums West Side Story en Adventures in Jazz. In 1965 presenteerde hij zijn Los Angeles Neophonic Orchestra, een 23-koppige band. Het eerste concert, waarin Friedrich Gulda zijn Jazz Piano Concert uitvoerde, behelsde onder meer transcripties van composities van Wagner. In 1970 begon hij zijn eigen record en publishing company, Creative World Records and Music.

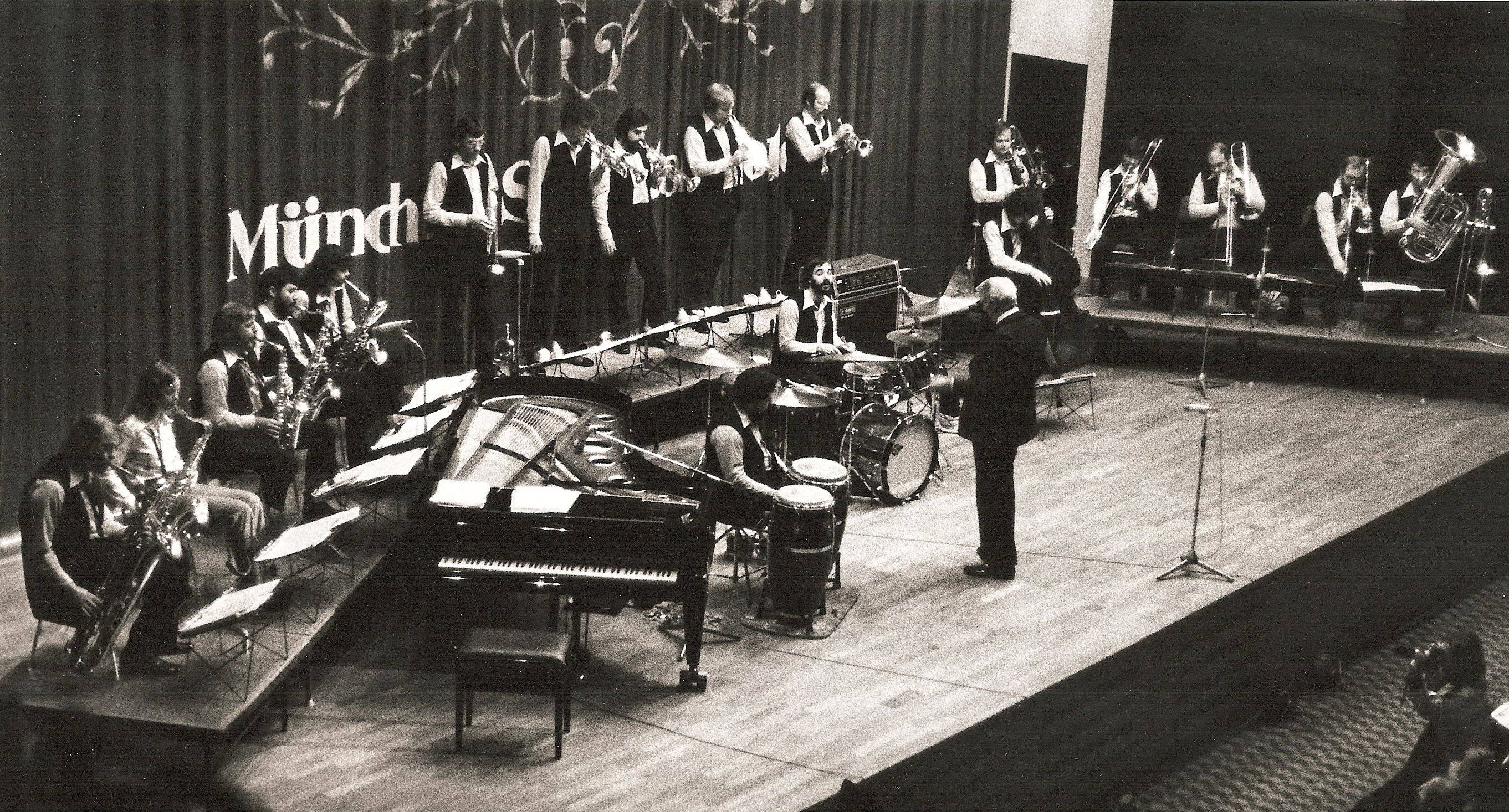
Het orkest van Stan Kenton in 1973

Kentons muziek gold in de jaren 40 en 50 van de twintigste eeuw als zeer progressief in het bigbandgenre en werd mede daardoor als bijzonder controversieel ervaren. Tegenwoordig wordt Kenton echter algemeen erkend als een van de grootste bigbandleiders aller tijden.
Kenton was naast orkestleider en arrangeur ook zeer getalenteerd in het scouten van jong talent. Orkestleden werden veelvuldig gerekruteerd uit bigbands van middelbare scholen.
Veel grote solisten uit de jazzwereld dankten hun beroemdheid aan hun verbintenis met Stan Kentons band, zoals Stan Getz, Zoot Sims, Art Pepper, Lee Konitz, Vido Musso, Bill Perkins, Laurindo Almeida, Buddy Childers, Maynard Ferguson, Carl Fontana, Bill Holman, Frank Rosolino, Shorty Rogers, Shelly Manne en Bud Shank.
Kenton voegde ook regelmatig vocalisten toe aan zijn band, onder wie Anita O'Day, June Christy en Chris Connor. Ook de closeharmonygroep The Four Freshmen kreeg door optredens bij Kenton internationale bekendheid.